# غالياتسو ماريا سفورزا
غالياتسو ماريا سفورزا (24 يناير 1444 - أغتيل 26 ديسمبر 1476)؛ هو دوق ميلانو من 1466 حتى وفاته، هو أبن فرانشيسكو سفورزا كوندوتييرو الشعبي وحليف كوزيمو دي ميديشي اللذان كسبا دوقية ميلانو في 1450، والدته هي بيانكا ماريا فيسكونتي أبنة فيليبو ماريا فيسكونتي، تزوج أولا من دوروثيا غونزاغا ثم من بونا من سافوي.